# Загряжский, Борис Александрович
Бори́с Алекса́ндрович Загря́жский (род. 24 мая 1938, Красногорск) — советский и российский режиссёр и сценарист научного и документального кино. Заслуженный деятель искусств Российской Федерации (1995)

## Биография
В 1966 году окончил геологический факультет МГУ им. Ломоносова по специальности «Геологическая съёмка и поиски месторождений полезных ископаемых».
В 60-х годах работал на радиостанции «Юность» в радиожурнале «Изыскатели», подготовил серию передач о геологах.
В 1968 году поступил на режиссёрский факультет ВГИКа в мастерскую Бориса Альтшулера. После окончания в 1973 году начинал работать на киностудии «Центрнаучфильм».
Его дипломная работа «Компьютер и загадка Леонардо» получила высокую оценку и признание не только в СССР но и за рубежом.
С 1975 года является членом Союза кинематографистов, с 1987 года — Союза журналистов. Опубликовал свыше 30 работ в центральных изданиях периодической печати.
Преподавал во ВГИКе. В 1989—92 годах совместно с Eленой Саканян вёл мастерскую режиссёров научного кино, в 1992—94 годах руководил мастерской режиссёров документального кино на Высших Курсах.
В 1992 году по приглашению «Коламбиа Колледж» (США) провёл в чикагском «Арт институте» мастер-класс по кинорежиссуре.
Является соучредителем и членом координационного Совета Экологического Некоммерческого партнёрства «Меценаты природы».
С 2001 года член-корреспондент Российской академии естественных наук по секции «Гуманитарные науки и творчество» и член-корреспондент Международной академии интеграции науки и бизнеса (МАИНБ).
С 2002 года входит в комиссию Неигрового кино Союза кинематографистов (секция научно-популярного кино).
В настоящее время продолжает работать на студии «Центр национального фильма», а также сотрудничает с другими студиями страны.

## Награды и звания
Фильм «Компьютер и загадка Леонардо» (1973) отмечен Первой премией на Всесоюзном кинофестивале в Баку в 1974 году, Премией Академии наук СССР. В 1975 году фильм получил «Золотой приз» на XIII Международном кинофестивале научно-фантастических фильмов в Триесте (Италия).
Фильм «Альтернатива» (1975) награждён Специальным Дипломом Международной ассоциации по искусственному интеллекту, Дипломом и призом ЦК ВЛКСМ.
Фильм «Проникновение» (2001) удостоен Серебряной медали В. И. Вернадского Российской академии естественных наук и медали имени К. Э. Циолковского Федерации Космонавтики России за «поднятые в фильме актуальные проблем и талантливое их воплощение».
Решением Международной академии «Информация, связь, управление в технике, природе, обществе» (МАИСУ, Санкт-Петербург) присуждена учёная степень Доктора философии в области история науки, техники, и культуры.

## Фильмография
- 1973 — Компьютер и загадка Леонардо
- 1975 — Альтернатива
- 1979 — Ты в мире
- 1982 — О людях и атомах
- 1984 — Свидание с вальсом
- 1985 — Киножурнал «Строительство и архитектура № 7» (совместно с Евгением Аккуратовым)
- 1986 — Киножурнал «Наука и техника № 2» (совместно с Сергеем Мирошниченко)
- 1986 — Атомщики[1]
- 1987 — Исчезнут звуки, не исчезнет слава
- 1988 — Кто скажет, не убий?
- 1989 — Увертюра
- 1989 — Предавшие клятву[2]
- 1990 — Пока дышу, надеюсь[2]
- 1991 — Хор
- 1991 — Полтергейст-90 (совместно с Владиславом Семерниным)
- 1992 — Клёпа
- 1992 — Карусель
- 1993 — Тайна Южно-корейского «Боинга-747»
- 1993 — Сердце России[3]
- 1994 — Резиденция власти[3]
- 1994 — Сотворение
- 1995 — В гостях у Петрушки
- 1995 — Сезон в Сиэтле
- 1996 — Рыцарь «Ордена улыбки»
- 1999 — Трилогия «Звёздные женщины»: «Замкнутый объём», «Чайки России», «Сила судьбы»[4]
- 2000 — Профессия — спасатель
- 2001 — Проникновение
- 2004 — Здоровье по нотам или Моцарт по рецепту
- 2006 — Доктор Воробьёв. Кровное дело